# Eupithecia firmata
Eupitecia firmata es una especie de polilla de la familia Geometridae. La especie fue descrita por primera vez por Mironov y Galsworthy en 2008 y se puede encontrar en India y Pakistán. Es una polilla de color girs pálido con una envergadura es de unos 16 a 22 milímetros (0,6 a 0,9 plg). 